# Staines Town F.C.
Staines Town Football Club er en engelsk fodboldklub, der ligger i Staines-upon-Thames. De konkurrerer i Southern League. Holdets kælenavn er "The Swans". Staines Towns rivaler inkluderer Ashford Town, Egham Town og Hampton & Richmond Borough. I maj 2018 indvilligede formanden for klubben, Matthew Boon, i at Staines Town FC Limited, klubbens moderselskab, blev overtaget af Fulcrum Sports Investments der vil få en aktiemajoritet i klubben. Konsistoriet har Joe Dixon som formand, og består derudover af Yiu Yin Yau, Paul Jaszynski, William Pitisongswat and Shipeng Fu.

## Tidligere spillere
1. Spillere der har spillet eller trænet i Football League eller andre udenlandske ligaer på tilsvarende niveau (fuldt professionel klub).

2. Spillere der har spillet internationalt.

3. Spillere der har har en klubrekord eller har ledet klubben.
- Ahmed Abdulla
- Joe Aribo
- Jordaan Brown
- Andy Driscoll
- Dom Dwyer
- Jerel Ifil
- Joe O'Cearuill
- Gary MacDonald
- Andre Scarlett
- Steve Scrivens
- David Silman
- Tim Soutar
- Stephen Wilkins
- James Younghusband